# 布泰雷
布泰雷是東非國家肯雅的城鎮，由西部省負責管轄，主要經濟活動是自給農業，農產品有玉米、甘蔗、高粱、小麥、蔬菜等，1999年人口8,636。
00°13′N 34°30′E / 0.217°N 34.500°E